# Dr. Chud's X-Ward
I Dr. Chud's X-Ward sono un gruppo Horror punk formato nel 2003 da Dr. Chud aver lasciato i precedenti Graves

## Storia
I Dr. Chud's X-Ward nacquero nel 2003 da un progetto di Dr. Chud, reduce dai Graves, suo precedente gruppo, formato con Michale Graves dopo l'uscita di entrambi dai Misfits. Il primo lavoro della band fu pubblicato nel 2004 dall'etichetta di Dr. Chud, Bloodwork Records, con il titolo Diagnosis for Death. Le prime mille copie di Diagnosis for Death sono un'edizione limitata, autografata, numerata e venduta con un adesivo in vinile gratuito. Nel 2005 è stato pubblicato un vinile viola in 1250 copie. Ogni Halloween il gruppo va in tour.

## Formazione
Line-up dal 17 luglio 2006
- Dr. Chud - voce
- MD. Fetus Eater - chitarra
- The Murp - batteria
- Sal Bee - basso

### Ex componenti
- Dr. Goolsby - basso
- Dr. Placebo - batteria
- Rebeckah Nurse - chitarra
- Fish - chitarra
- Alx - batteria
- Matt Bergman - basso
- John Glancy - chitarra
- Chad Springfield - batteria

## Discografia
- 2004 - Diagnosis for Death - LP